# Торонталско-тамишка жупанија
Торонталско-тамишка жупанија (или Банатска жупанија) је била жупанија, односно управна јединица покрајине Банат, Бачка и Барања у Краљевини Срба, Хрвата и Словенаца 1919 - 1922. године. Некадашњи простор ове жупаније данас је у саставу Србије и подељен је између АП Војводине (већи део) и Града Београда (мањи део). Управно седиште жупаније био је град Велики Бечкерек (данас у саставу Србије и аутономне покрајине Војводине). Према попису из 1921. године, жупанија је имала 561.958 становника.

## Географски положај
Торонталско-тамишка жупанија била је смештена у североисточном делу Краљевине СХС и обухватала је географску регију Банат. На западу јој је граница била река Тиса, а на југу Дунав. Источна, североисточна и северна граница нису биле природне, већ су одређене државном границом према Румунији и Мађарској.
Суседне административне јединице биле су Бачко-барањска жупанија (у Бачкој и Барањи, такође део покрајине Банат, Бачка и Барања) и Сремска жупанија (у Срему) на западу, као и Пожаревачки округ, Смедеревски округ и Београдски округ на југу.

## Историја
Торонталско-тамишка жупанија формирана је од делова ранијих жупанија, Торонталске и Тамишке, које су пре 1918. године биле административне јединице Краљевине Угарске у Аустроугарској, а након 1918. административне јединице покрајине Банат, Бачка и Барања у Краљевству Срба, Хрвата и Словенаца.
1919. године, извршено је разграничење Краљевства СХС са Румунијом, чиме су подручја Торонталске и Тамишке жупаније подељена између ове две државе, а од делова ових жупанија који су остали у саставу Краљевства СХС формирана је нова Торонталско-тамишка жупанија.
Новом административном поделом Краљевине СХС 1922. године, уместо дотадашњих округа и жупанија формиране су области, а територија некадашње Торонталско-тамишке жупаније је подељена између Београдске и Подунавске области.

## Становништво
Према попису из 1921. године, жупанија је имала 561.958 становника од чега:
- 240.213 Срба и Хрвата
- 126.530 Немаца
- 98.471 Мађара
- 67.897 Румуна и Цинцара
- 17.595 Чехословака
- 2.321 Руса
- 2.112 Словенаца

На месном нивоу, Срби и Хрвати су чинили доминантно становништво у срезовима Велика Кикинда, Турски Бечеј, Велики Бечкерек, Ковачица, Алибунар, Бела Црква и Ковин, као и у градовима Велика Кикинда, Велики Бечкерек и Панчево, Немци су чинили доминантно становништво у срезовима Панчево, Зичифалва и Итебеј, као и у градовима Вршац и Бела Црква, Мађари су чинили доминантно становништво у срезу Турска Кањижа, док су Румуни чинили доминантно становништво у срезовима Вршац и Жомбољ.
По вероисповести било је 1921. године:
- 306.414 Православних
- 209.370 Римокатолика
- 39.226 Евангелиста
- 4.642 Јевреја

## Управна подела
Управна подела Торонталско-тамишке жупаније била је следећа:
| Срезови         | Срезови         |
| Срез            | Седиште         |
| --------------- | --------------- |
| Алибунар        | Алибунар        |
| Бела Црква      | Бела Црква      |
| Велика Кикинда  | Велика Кикинда  |
| Велики Бечкерек | Велики Бечкерек |
| Вршац           | Вршац           |
| Жомбољ          | Жомбољ          |
| Зичифалва       | Зичифалва       |
| Итебеј          | Српски Итебеј   |
| Ковачица        | Ковачица        |
| Ковин           | Ковин           |
| Панчево         | Панчево         |
| Турска Кањижа   | Турска Кањижа   |
| Турски Бечеј    | Турски Бечеј    |
| Градови         |                 |
| Бела Црква      |                 |
| Велика Кикинда  |                 |
| Велики Бечкерек |                 |
| Вршац           |                 |
| Панчево         |                 |